# Xavier Ros-Oton
Xavier Ros-Oton (Barcelona, 1988) és un matemàtic català, conegut per haver rebut el premi a la Investigació Científica 2019 de la Fundació Princesa de Girona.
i el Premio Nacional de Investigación para Jóvenes 2023 en Matemáticas y Tecnologías de la Información y las Comunicacionesdel Ministeri de Ciència i Innovació d'Espanya. Des de setembre de 2020 és investigador ICREA i Catedràtic a la Universitat de Barcelona.
La seva investigació se centra en l'anàlisi de les equacions en derivades parcials i, més concretament, en la teoria de la regularitat d'equacions el·líptiques i parabòliques.
Les seves investigacions més recents se centren en problemes de frontera lliure, on són rellevants les seves aportacions en l'estudi de problemes d'obstacle.
Destaquen les seves col·laboracions amb alguns dels investigadors més influents de la comunitat matemàtica: Luis Caffarelli, un dels principals experts mundials en equacions en derivades parcials i Premi Abel 2023, i Alessio Figalli, Medalla Fields 2018.

## Reconeixements
A més del ja esmentat Premio Nacional de Investigación para Jóvenes 2023 en Matemáticas y Tecnologías de la Información y las Comunicaciones, ha rebut diversos reconeixements entre els quals destaquen la medalla Stampacchia de 2021, el premi Investigació Científica 2019 de la Fundació Princesa de Girona, una ERC Starting Grant l'any 2018, el Premi Antonio Valle 2017 de la Sociedad Española de Matemática Aplicada i el premi José Luis Rubio de Francia 2017 de la Real Sociedad Matemática Española.
Va obtenir el premi extraordinari de doctorat 2014 de la Universitat Politècnica de Catalunya, on es va doctorar amb la tesi Integro-differential equations: regularity theory and Pohozaev identities, sota la direcció de Xavier Cabré Vilagut. L'any 2012 va rebre el premi Évariste Galois de la Societat Catalana de Matemàtiques pel seu treball final de màster EDP de reacció-difusió, desigualtats isoperimètriques i pesos monomials. L'Octubre del 2022 va ser nomenat Académico Correspondiente de la Reial Acadèmia de Ciències Exactes, Físiques i Naturals. És el membre més jove de l'Acadèmia.
L'any 2023 va guanyar el Premi Ferran Sunyer i Balaguer per l'obra Integro-Differential Elliptic Equations. Al mes de juliol del mateix any, va ser un dels distingits als Frontiers of Science Awards, que atorga el govern xinès en el marc de l’International Congress of Basic Science, per dos articles dels quals és coautor: Stable solutions to semilinear elliptic equations are smooth up to dimension 9 (Acta Mathematica, 2020) i Generic regularity of free boundaries for the obstacle problem (Publications mathématiques de l’IHÉS, 2020). Ha sigut investigador principal d'una ERC Consolidator Grant (2024-2029). El Govern de la Generalitat de Catalunya, mitjançant la Fundació Catalana per a la Recerca i la Innovació li ha otorgat el Premi Nacional de Recerca al Talent Jove 2024.

## Obra
- Fernández-Real, Xavier ; Ros-Oton, Xavier. Regularity Theory for Elliptic PDE. Berlin: EMS Press, 2022. ISBN 978-3-98547-028-0.[20]
- Fernández-Real, Xavier ; Ros-Oton, Xavier. Integro-Differential Elliptic Equations. Progress in Mathematics 350, Birkhauser, 2024. ISBN 978-3-03154-242-8.[21]